# Williams (Minnesota)
Pour les articles homonymes, voir Williams.
Williams est une ville du comté du Lake of the Woods, dans l'État du Minnesota, aux États-Unis.